# Charlotta Fougberg
Charlotta Fougberg (19 giugno 1985) è una siepista, mezzofondista e maratoneta svedese.

## Palmarès
| Anno | Manifestazione  | Sede           | Evento        | Risultato | Prestazione | Note                          |
| ---- | --------------- | -------------- | ------------- | --------- | ----------- | ----------------------------- |
| 2013 | Europei indoor  | Göteborg       | 3000 m piani  | Batteria  | 9'21"15     |                               |
| 2013 | Mondiali        | Mosca          | 3000 m siepi  | Batteria  | 9'59"17     |                               |
| 2014 | Europei         | Zurigo         | 3000 m siepi  | Argento   | 9'30"16     |                               |
| 2015 | Europei indoor  | Praga          | 3000 m piani  | 11ª       | 9'06"50     |                               |
| 2015 | Mondiali        | Pechino        | 3000 m siepi  | Batteria  | 9'50"79     |                               |
| 2016 | Giochi olimpici | Rio de Janeiro | 3000 m siepi  | Batteria  | 9'31"16     |                               |
| 2017 | Europei indoor  | Belgrado       | 3000 m piani  | 12ª       | 9'09"53     |                               |
| 2017 | Mondiali        | Londra         | 3000 m siepi  | Batteria  | 10'21"21    |                               |
| 2018 | Europei         | Berlino        | 5000 m piani  | 9ª        | 15'24"36    |                               |
| 2018 | Europei         | Berlino        | 10000 m piani | 7ª        | 32'43"04    | Miglior prestazione personale |
| 2019 | Mondiali        | Doha           | Maratona      | 18ª       | 2h49'17"    |                               |

## Campionati nazionali
2008
- Bronzo ai campionati svedesi, 3000 m siepi - 11'18"68
- Argento ai campionati svedesi indoor, 1500 m piani - 4'29"44

2009
- Bronzo ai campionati svedesi, 1500 m piani - 4'27"10
- Bronzo ai campionati svedesi indoor, 1500 m piani - 4'27"32

2010
- Bronzo ai campionati svedesi, 1500 m piani - 4'28"72
- Oro ai campionati svedesi, 3000 m siepi - 10'42"40
- 5ª ai campionati svedesi indoor, 800 m piani - 2'15"62
- Oro ai campionati svedesi indoor, 1500 m piani - 4'26"36

2011
- 4ª ai campionati svedesi, 5000 m piani - 16'52"39
- Oro ai campionati svedesi, 3000 m siepi - 10'13"13

2012
- Oro ai campionati svedesi, 3000 m siepi - 10'29"20

2013
- Oro ai campionati svedesi, 5000 m piani - 16'07"44
- Oro ai campionati svedesi, 3000 m siepi - 10'12"01
- Oro ai campionati svedesi indoor, 1500 m piani - 4'21"46

2014
- Oro ai campionati svedesi, 5000 m piani - 17'22"86
- Argento ai campionati svedesi indoor, 3000 m piani - 9'12"37

2015
- Oro ai campionati svedesi, 5000 m piani - 16'24"37
- Oro ai campionati svedesi, 3000 m siepi - 9'51"86
- Oro ai campionati svedesi indoor, 1500 m piani - 4'22"87
- Argento ai campionati svedesi indoor, 3000 m piani - 9'39"82
- Argento ai campionati svedesi di 10 km su strada - 32'51"

2016
- Bronzo ai campionati svedesi indoor, 1500 m piani - 4'28"85
- Bronzo ai campionati svedesi indoor, 3000 m piani - 9'19"48

2017
- Oro ai campionati svedesi, 10000 m piani - 35'13"97
- Oro ai campionati svedesi indoor, 1500 m piani - 4'14"19

2019
- Oro ai campionati svedesi di 10 km su strada - 33'59"

2020
- Oro ai campionati svedesi di mezza maratona - 1h16'51"

## Altre competizioni internazionali
2012
- Oro alla Sylvesterloppet ( Göteborg) - 35'26"

2013
- 6ª alla Korschenbroich City Lauf ( Korschenbroich), 5 km - 16'28"

2014
- Argento alla Tjejmilen ( Stoccolma) - 33'50"

2015
- 5ª alla Frauenlauf ( Vienna), 5 km - 16'01"

2018
- Bronzo alla Mezza maratona del Lago Maggiore ( Stresa) - 1h11'58"
- Oro alla Sylvesterloppet ( Göteborg) - 33'26"

2019
- 7ª alla Maratona di Siviglia ( Siviglia) - 2h29'40"
- 7ª alla Göteborgsvarvet ( Göteborg) - 1h13'16"